# Gustav Wolkau
Gustav Wolkau in Hamburg-Wilhelmsburg am Reiherstieg war eine Werft, die besonders für ihre Hafen- und Spezialfahrzeuge bekannt war.

## Geschichte
Anfangs entstanden Boote am Standort Köhlbrand, als sie größer wurden, zog Schiffbaumeister August Wolkau 1860 zum Reiherstieg um und vergrößerte seinen Betrieb. Er baute hier fortan größere Boote und kleine Schiffe. Es entstanden anfangs vorwiegend Fischewer, viele Leichter und Schuten.
Gustav Wolkau übernahm 1892 den Betrieb und baute ab 1900 auch Schleppdampfer u. a. für die Hapag und Hugo Stinnes. Für die HADAG lieferte die Werft immer wieder Personendampfer und Motorbarkassen. Die Woermann-Linie und Deutsche Ost-Afrika Linie erhielten viele Brandungsboote, und Leichter, die in Afrika eingesetzt wurden. Bis 1911, bevor die Werft ihren ersten Dampfschlepper ablieferte, hatte sie schon etwa tausend Schiffe ohne eigenen Antrieb sowie Spezial- und Hafenfahrzeuge gebaut. Bis zum Ersten Weltkrieg folgten weitere Dampfschlepper, während des Krieges wurden überwiegend Reparaturaufträge durchgeführt.
Nach dem Weltkrieg wurden bis zur Weltwirtschaftskrise 1929 zahlreiche Neubauten geliefert und danach bis Mitte der 1930er Jahre meist bestehende Schiffe motorisiert und umgebaut. Ein neues Betätigungsfeld vor dem Zweiten Weltkrieg waren die 1937 und 1939 erstellten ersten Kümos Anna-Marie (Baunummer: 1077) für H. Dieckmann aus Sanddamm und Marie-Ursula (Baunummer: 1083) für H. Jürgensen aus Hamburg.
Während des Zweiten Weltkrieges entstanden auf der Werft, die inzwischen über vier Slips verfügte, Teile für den U-Bootbau. In der ersten Nachkriegszeit musste die stark zerstörte Werft zunächst wieder aufgeräumt werden, bevor man ab Anfang der 1950er Jahre wieder Neubauten und 1952 auch ein weiteres Küstenmotorschiff, die Conrad (Baunummer: 1085), für den in Haren an der Ems ansässigen Reeder C. Schepers fertigte. In der Folgezeit konzentrierte man sich, bis auf einen Spezialtanker und Hafenfähren für die HADAG, auf den Bau von Schuten und anderen Hafenfahrzeugen sowie das Reparaturgeschäft. Um die Kapazität auf dem Reparatursektor weiter zu erhöhen, wurden 1956 die Slipanlagen der ehemaligen Frank’schen Werft langfristig gepachtet und als Werk II in den Betrieb eingegliedert.
Ende der 1950er Jahre entstanden die größten Schiffe, Binnentanker mit 999 t für Schulte & Bruns, die Anfang der 1970er Jahre von noch größeren Binnentankern (1450 t) übertroffen wurden. Der Auftragsmangel im Neubau und im kurzfristigen Reparaturgeschäft führte zum Konkurs und im April 1975 zur Schließung des Betriebs. Die Werft blieb bis zu ihrer Schließung im Jahre 1975 immer im Familienbesitz, wurde anfangs von August Wolkau, danach von Gustav Wolkau sowie durch Herbert Wolkau mit seiner Frau Ida weitergeführt. Dann übernahm der Sohn Peter Wolkau die Firmenführung.

## Galerie

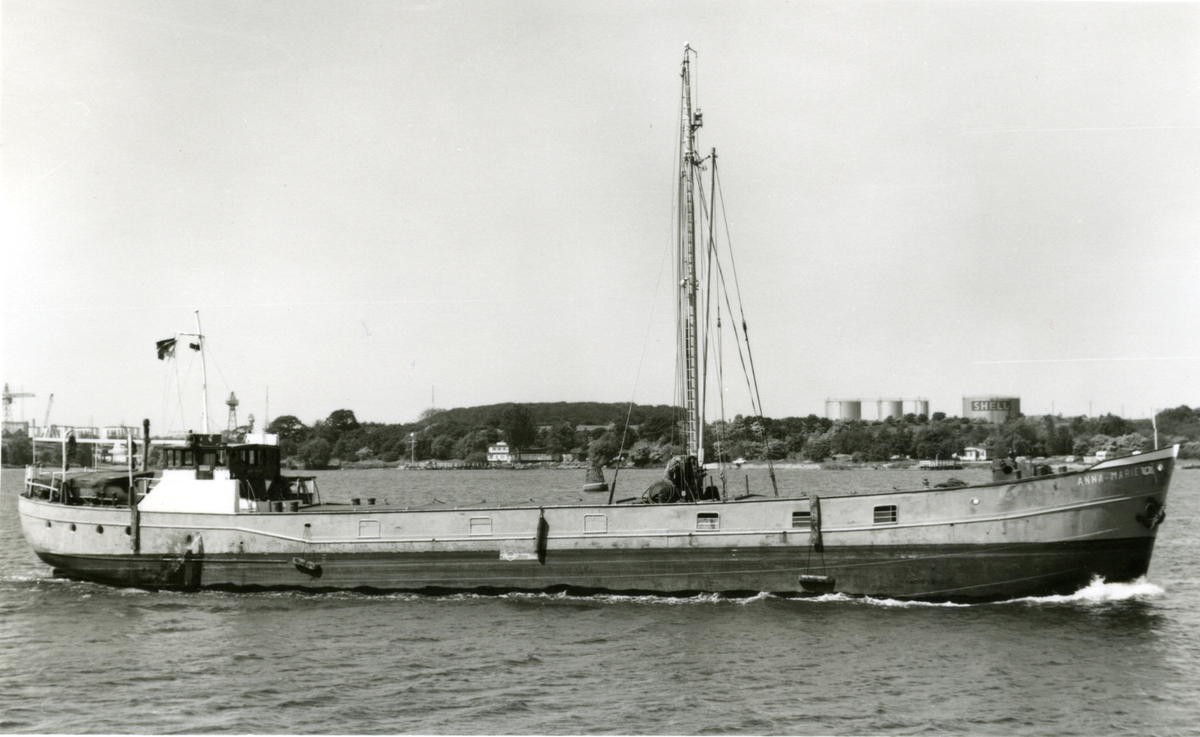
Anna-Marie, № 1077, Baujahr: 1937
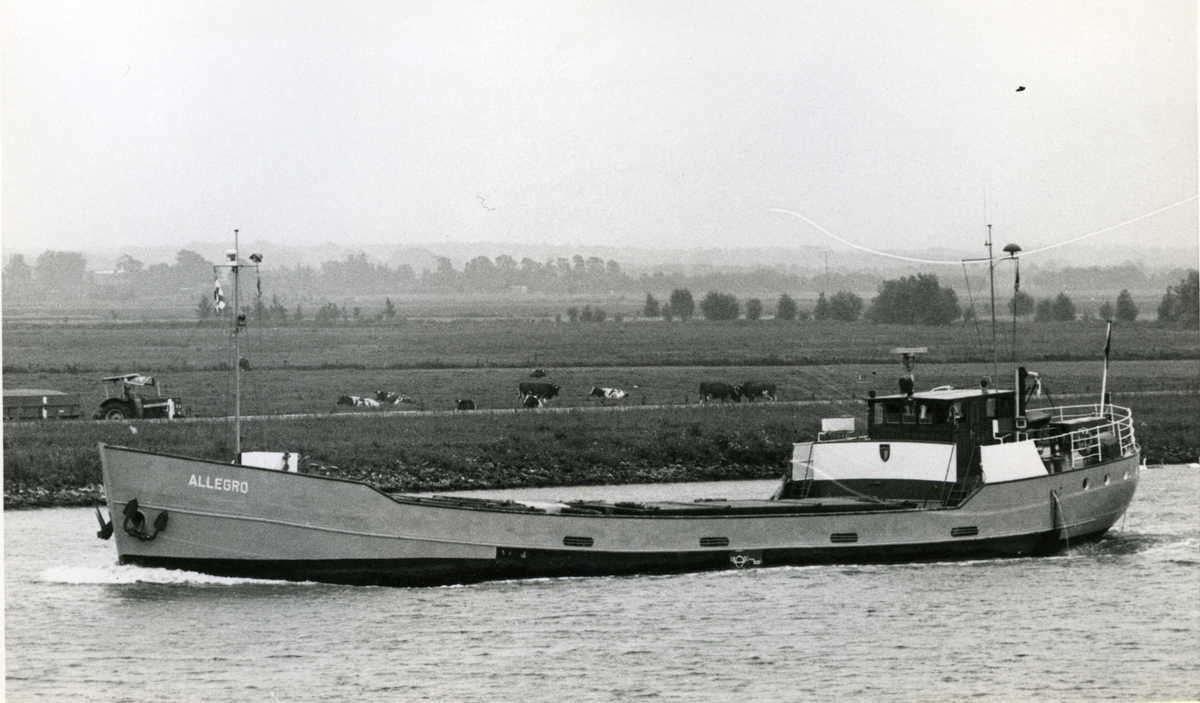
Allegro, ehemals Marie-Ursula, № 1083, Baujahr: 1939
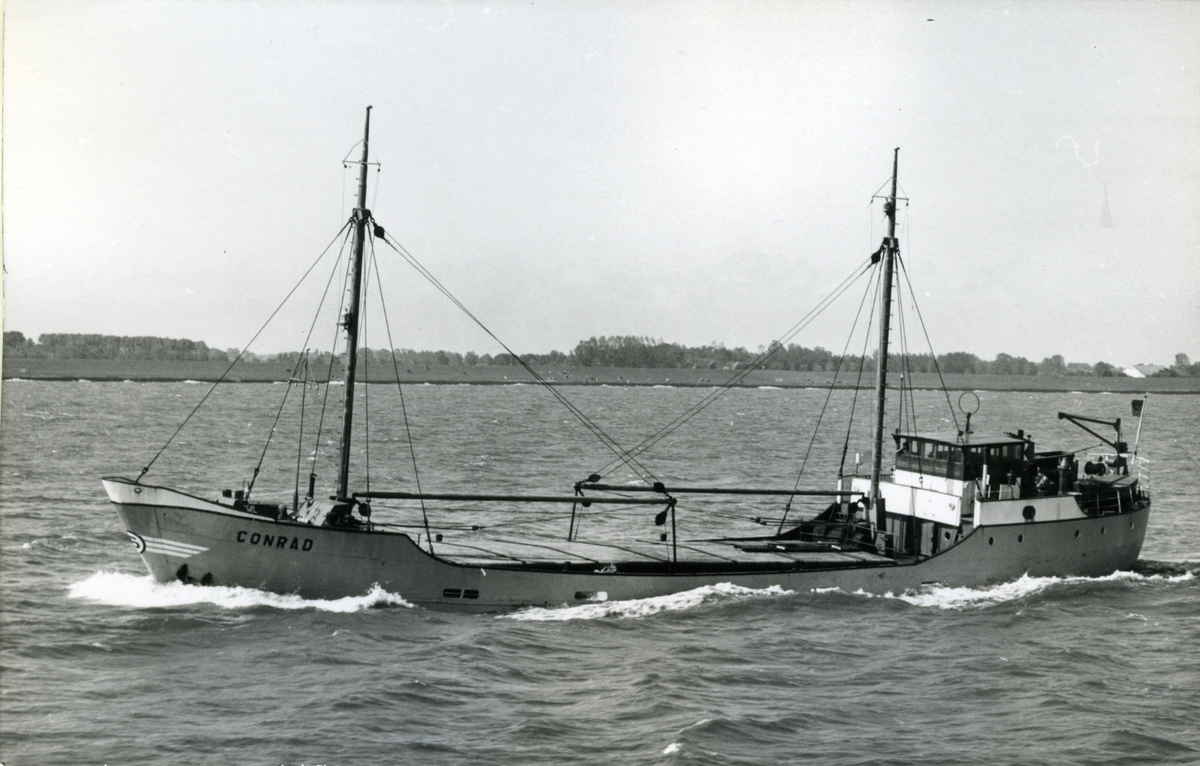
Conrad, № 1085, Baujahr: 1952